# 米尔内农村居民点 (戈尔杰耶夫卡区)
米尔内农村居民点（俄语：Мирнинское сельское поселение）是俄罗斯联邦布良斯克州戈尔杰耶夫卡区所属的一个农村居民点。其下辖有2个居民点，行政中心为米尔内。据2015年统计，该农村居民点的人口为1783人。